# Élections législatives sud-coréennes de 2000
Des élections législatives ont eu lieu en Corée du Sud le 13 avril 2000
De nombreux sondages ont montré que le parti démocratique du millénaire au pouvoir aurait plus de sièges et de voix, mais le Grand Parti national conservateur, qui a remporté 133 des 273 sièges à l'Assemblée nationale, a remporté la victoire et continue de contrôler l'Assemblée nationale avec les indépendants. Les démocrates libéraux unis ont perdu les deux tiers de leurs sièges à cause de la victoire du GNP à Gyeongsangbuk-do, du Gangwon-do (Corée du Sud) et de moins de votes locaux à Chungcheong. Cependant, le PNB n'ayant pas obtenu la majorité des voix, le 16e parlement est devenu un parlement minoritaire et c'est le seul parlement de l'histoire de la Corée du Sud - jusqu'aux élections de 2016  - que le parti au pouvoir du président n'avait pas la majorité.
Démocrates, ULD et même le Parti populaire démocratique (DPP) ont formé à nouveau une coalition pour obtenir la majorité, jusqu'à ce que l'ULD retire son soutien en 2001 et rejoigne l'opposition conservatrice. 7 membres de l'ULD ont fait défection du parti et ont rejoint le PNB, ce qui lui a permis d'obtenir une majorité à l'Assemblée nationale. Le taux de participation était de 57,2 %. Cette élection était la première élection contestée par le Parti travailliste démocrate, sans sièges.

## Résultats
| Partis                           | Voix       | Pourcentage | Sièges | +/–     |
| -------------------------------- | ---------- | ----------- | ------ | ------- |
| Grand parti national             | 7 365 359  | 39,0        | 133    | –21     |
| Parti démocratique du millénaire | 6 780 625  | 35,9        | 115    | +36     |
| Libéraux Démocrates Unis         | 1 859 331  | 9,8         | 17     | –33     |
| Parti Populaire Démocratique     | 695 423    | 3,7         | 2      | Nouveau |
| Parti travailliste démocratique  | 223 261    | 1,2         | 0      | Nouveau |
| Jeune parti progressiste         | 125 082    | 0,7         | 0      | Nouveau |
| Nouveau parti d'espoir coréen    | 77 498     | 0,4         | 1      | Nouveau |
| parti républicain                | 3 950      | 0,02        | 0      | Nouveau |
| Indépendants                     | 1 774 211  | 9,4         | 5      | –11     |
| Votes non valides / blancs       | 252 384    | -           | -      | -       |
| Total                            | 19 157 124 | 100         | 273    | –26     |
| Source: Nohlen et al.            |            |             |        |         |